# Sources chrétiennes
Sources chrétiennes (fr. Źródła chrześcijańskie) – seria wydawnicza, w ramach której publikowane są wydania krytyczne starożytnych tekstów patrystycznych greckich i łacińskich wraz z przekładem francuskim. Teksty syryjskie wydawane są jedynie w przekładzie. 
Zbiór zapoczątkowany został w Lyonie w 1943 przez jezuitów: Victora Fontoynonta, Jeana Daniélou, Henri de Lubaca i Claude'a Mondéserta. W marcu 2010 liczba wydanych tomów osiągnęła 540.
Zbiór jest wydawany obecnie przez Institut des Sources Chrétiennes – którego dyrektorem jest Bernard Meunier, członek CNRS – w  wydawnictwie Cerf w Paryżu.